# Typhlogastrura thibaudi
Typhlogastrura thibaudi är en urinsektsart som beskrevs av Babenko in Babenko, Chernova, Potapov och Sophya K. Stebaeva 1994. Typhlogastrura thibaudi ingår i släktet Typhlogastrura och familjen Hypogastruridae. Inga underarter finns listade i Catalogue of Life.